# Estreito Desbarats
O Estreito Desbarats é uma via marítima natural no centro do Arquipélago Ártico Canadiano no território de Nunavut, Canadá. Separa o Grupo Findlay de ilhas (a norte) da Ilha Cameron (a sul).